# Ursula Kirchberg

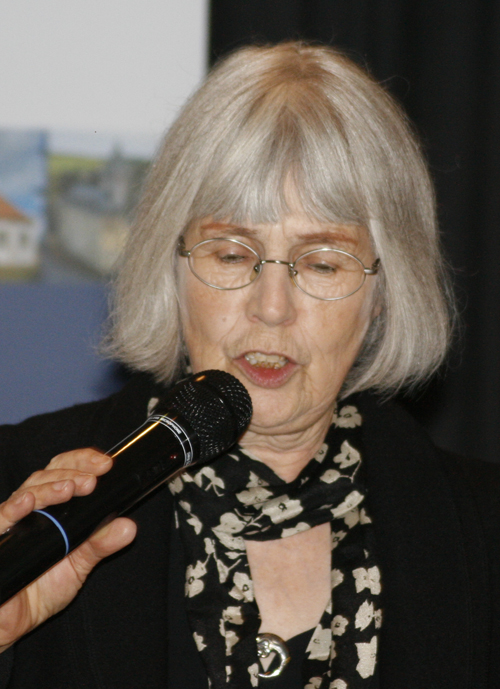
Ursula Kirchberg 2010 in Troisdorf im Bilderbuchmuseum Burg Wissem

Ursula Kirchberg (* 6. Mai 1938 in Hamburg) ist eine deutsche Illustratorin mit dem Schwerpunkt Kinderbuchillustrationen.

## Leben
Ursula Kirchberg wuchs in Ahrensburg bei Hamburg auf. Sie studierte 1957 bis 1961 an der Werkkunstschule Hamburg, dem heutigen Department Design der Fachhochschule Hamburg, Zeichnen, Malen, Schrift und Typografie, unter anderem bei Wilhelm M. Busch und Gisela Bührmann. Ein dreimonatiger Studienaufenthalt in Amsterdam folgte 1962.
Nach der Heirat mit dem Schriftsteller Uwe Friesel 1967 und einem einjährigen Aufenthalt in Rom 1968 wurde sie 1971 Mutter eines Sohnes. Es folgten Jahre intensiven Schaffens, die auch durch die Scheidung 1976 und den folgenden Umzug nach Hamburg-Altona nicht unterbrochen wurden. Ursula Kirchberg wurde 1978 Mitglied der Hamburger Illustratorengruppe. 1981 zog sie ins eigene Haus nach Lamstedt bei Cuxhaven, wo sie bis heute lebt.

## Werk
Mit dem Titelbild zu Ester Ringnér-Lundgrens Klein Trulsa bei Kleins Druck- und Verlagsanstalt 1961 und Illustrationen zu Romain Garys Lady L. bei der Büchergilde Gutenberg 1962 begann Ursula Kirchbergs veröffentlichtes Werk. 1967 erschien ihr erstes Bilderbuch Die alte Linde Gundula zu Texten von Lore Leher im Sigbert Mohn-Verlag, Gütersloh, womit sie 1968 in die Auswahlliste zum Deutschen Jugendliteraturpreis kam, was ihr erneut 1969, 1977 und 1979 gelang.
1970 begann ihre langjährige Zusammenarbeit mit dem Ellermann Verlag, damals München, bei dem auch Ursula Kirchbergs erstes Buch nach eigenem Konzept, Dagobert, erschien. 1972 illustrierte sie für den Hermann Schroedel Verlag ihr erstes Schulbuch. 1976 erscheinen ihre Kinderbücher Käpt'n Hein und der Klabautermann und Selim und Susanne, 1977 Fridolin.
1987 bis 1996 illustriert Ursula Kirchberg für den Gerstenberg Verlag eine Literaturreihe klassischer Texte, unter anderem von Theodor Storm (Pole Poppenspäler) und Theodor Fontane (Grete Minde). 2004 erschienen im Thienemann Verlag Illustrationen zu Otfried Preußlers Brot für Myra. 2010 erschien ihr seit Jahrzehnten vergriffenes erstes Bilderbuch Die alte Linde Gundula in Neuauflage bei Monumente Publikationen der Deutschen Stiftung Denkmalschutz.

## Werke (Auswahl)

### Illustrationen

#### Kinderbücher
- Barbara Götz: Tom, Till und Kasimir. Klein Verlag, 1965
- Ester Ringnér-Lundgren: Alexander, der Ziegenbock. Klein Verlag, Lengerich (Westfalen), 1965

#### Bilderbücher
- Lore Leher: Die alte Linde Gundula. S. Mohn Verlag, 1967
- Lore Leher: Isidor und Adebar. S. Mohn Verlag, 1968
- Ehrhardt Heinold: Die Wolkenfähre. Bertelsmann Verlag, 1969
- Theodor Storm: Der kleine Häwelmann. Bertelsmann Verlag, 1970
- Bertolt Brecht: Onkel Ede hat einen Schnurrbart. Insel Verlag, 1971
- Gerlinde Schneider: Herr Melone + seine Tiere. Ellermann Verlag, 1972
- Trixi Haberlander: Geh nie mit einem Fremden mit. Ellermann Verlag, München 1985, ISBN 3-7707-6257-6.
- Gerald Jatzek: Der freche Pelikan. Ellermann Verlag, München 1991, ISBN 3-7707-6317-3.
- Frauke Nahrgang: Rita und Till. Ellermann Verlag, 1995, ISBN 3-7707-6367-X
- Wolfgang Bittner: Der Mond fährt mit der Straßenbahn. C. Bertelsmann Verlag, 1995, ISBN 3-570-12127-5.
- Wolfgang Bittner: Felix, Kemal und der Nikolaus. Nord-Süd Verlag, 1996, ISBN 3-314-00623-3.
- Wolfgang Bittner: Der Kaiser und das Känguru. Lappan Verlag, 2002, ISBN 3-8303-1032-3.

### Texte & Illustrationen
- Dagobert: Eine Bildergeschichte. Ellermann Verlag, 1970
- Trost für Miriam. Ellermann Verlag, München 1997, ISBN 978-3-7707-6389-4
- Das Auto Bogumil. Thienemann Verlag, Stuttgart 1999, ISBN 3-522-43299-1
- Eins, Zwei, Drei: Bildgeschichten zu bekannten Abzählversen. Bajazzo Verlag 2002, ISBN 3-907588-31-2

## Auszeichnungen, Auswahl

### Deutscher Jugendliteraturpreis, Auswahlliste
- 1967: Die alte Linde Gundula
- 1969: Isidor und Adebar
- 1977: Fridolin
- 1979: Selim und Susanne

### Andere Auszeichnungen
- 1971: Premio critici in erba, Bologna, für Dagobert
- 1984: Kinderliteraturpreis der Ausländerbeauftragten der Stadt Berlin für Selim und Susanne

## Ausstellungen, Auswahl
- 1989: Ursula Kirchberg. Buchillustration 1970-1988, Zentralbibliothek Bornheim, Frankfurt am Main
- 1991: Grete Minde, Rathaus, Tangermünde
- 1993: Ursula Kirchberg – Bilderbücher und Illustrationen zu Texten von Theodor Storm, Goethe-Institut, Nancy
- 1994: Ursula Kirchberg, Bilderbuchmuseum Burg Wissem, Troisdorf
- 2001: Ursula Kirchberg – 30 Jahre Buchillustration, Kunstschule, Lingen
- 2020: Räuber Hotzenplotz, Krabat und Die kleine Hexe Otfried Preußler – Figurenschöpfer und Geschichtenerzähler Ludwig Galerie Schloss Oberhausen

Weitere Einzelausstellungen in zahlreichen Städten Deutschlands, Teilnahme an Gruppenausstellungen in verschiedenen europäischen Staaten und Japan.

## Sonstiges
2004 erwarb das Bilderbuchmuseum in Troisdorf Originalillustrationen Ursula Kirchbergs aus den Jahren 1967 bis 2003 und führte sie in der Sammlung Ursula Kirchberg zusammen. In der Ausstellung Menschen-Bilder wurden sie dort 2004 erstmals gemeinsam gezeigt.

## Stimmen zu Ursula Kirchberg
- „Durch den reduzierten oder gar nicht vorhandenen Text gewinnen die Bilder in den Büchern Ursula Kirchbergs umso mehr Bedeutung und sind als Träger der Geschichte umso wichtiger. Mit der Auswahl ihrer Themen aus ihrer Umgebung legen die Bücher und Illustrationen zugleich Zeugnis ab von Alltag und Kinderwelten der vergangenen vierzig Jahre.“ Dr. Maria Linsmann, Leiterin des Bilderbuchmuseums Burg Wissem[2]